# 粤东鱼藤
粤东鱼藤（学名：Derris hancei）为豆科鱼藤属下的一个种。

## 扩展阅读
- 維基物種上的相關：粤东鱼藤